# José Moreira Rato
José Moreira Rato Júnior CvC (26 agosto de 1860–1937), mais conhecido como Moreira Rato, foi um escultor português.

## Biografia
Foi discípulo dos escultores Vítor Bastos, Dumont, Thomas e Gauterin. Participou na 12.ª Exposição da Sociedade Promotora de Belas-Artes (1880) e nas seguintes, no Salon de Paris (1885), onde recebeu menção honrosa, na Exposição Industrial de Lisboa (1888), na 3.ª Exposição do Grémio Artístico (1893) e na 1.ª Exposição da Sociedade Nacional de Belas-Artes (1901), entre outras.
A sua escultura destaca-se pelo vigor, força e tensão na modelação da musculatura dos nus, ainda que os rostos revelem pouca ou nenhuma expressividade.
Entre os seus trabalhos estão os medalhões dos médicos Guevara, António da Cruz, Santucci e Gomes Lourenço (na antiga Faculdade de Medicina de Lisboa), e o grupo escultórico Sem Casa e Sem Pão (Museu do Chiado).
Obteve o terceiro prémio, ex aequo com Anjos Teixeira, no primeiro concurso da estátua da República (1916) para a Sala das Sessões (Parlamento) do Palácio de São Bento, no qual não houve vencedor. No segundo e último concurso, venceu Anjos Teixeira, sendo o nicho recriado por Moreira Rato.
A 1 de outubro de 1930 foi agraciado com o Grau de Cavaleiro da Ordem Militar de Cristo.

## Galeria

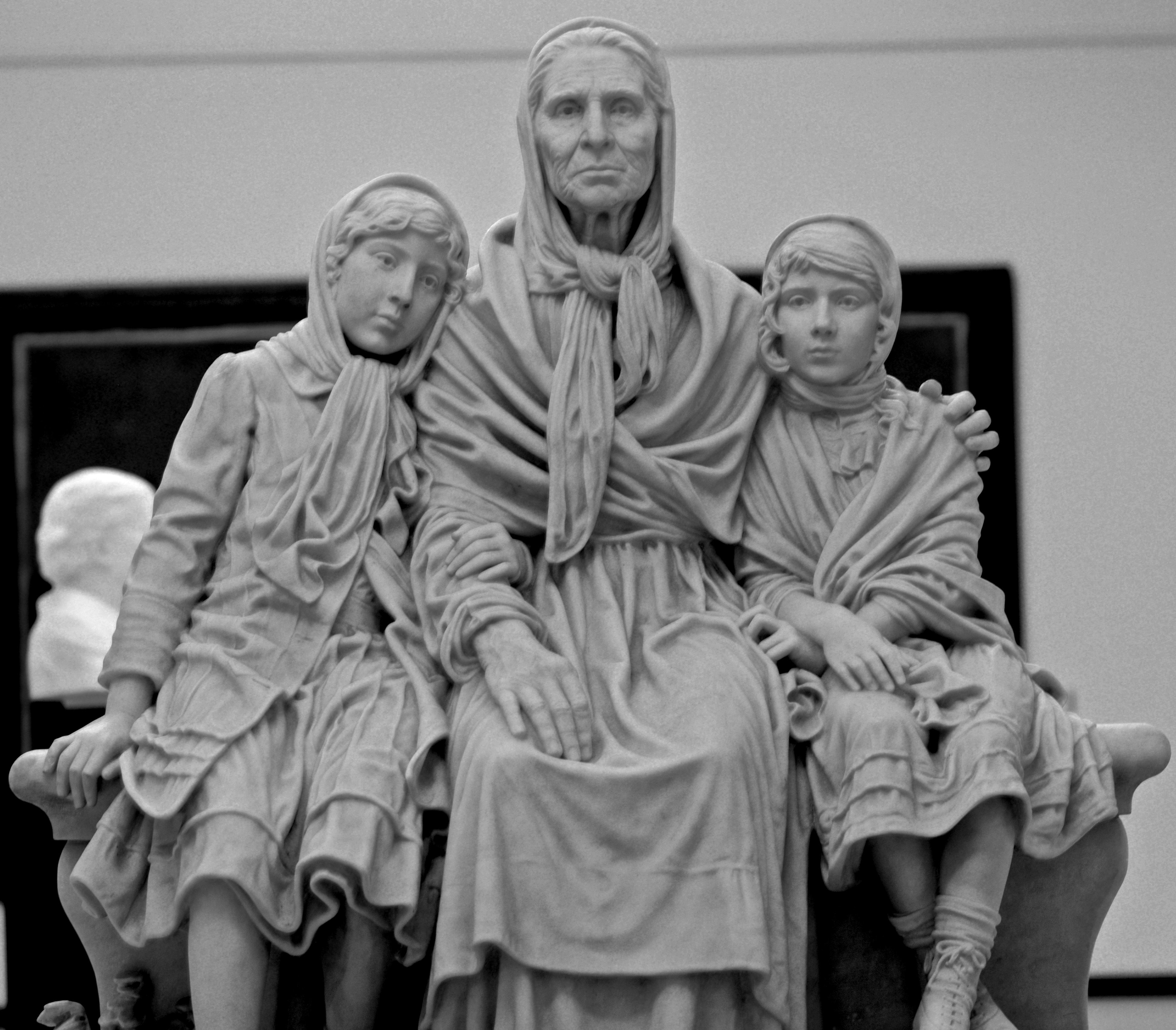
Sem casa e sem pão (1919), Museu de José Malhoa.
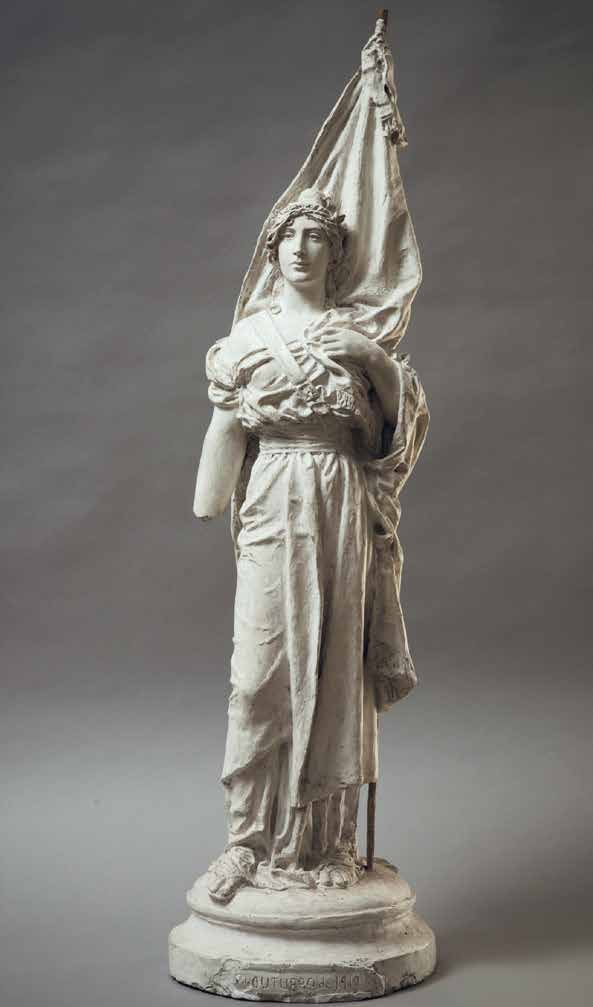
Maqueta em gesso para a estátua da República (c. 1915-16), 3.º prémio, ex aequo.
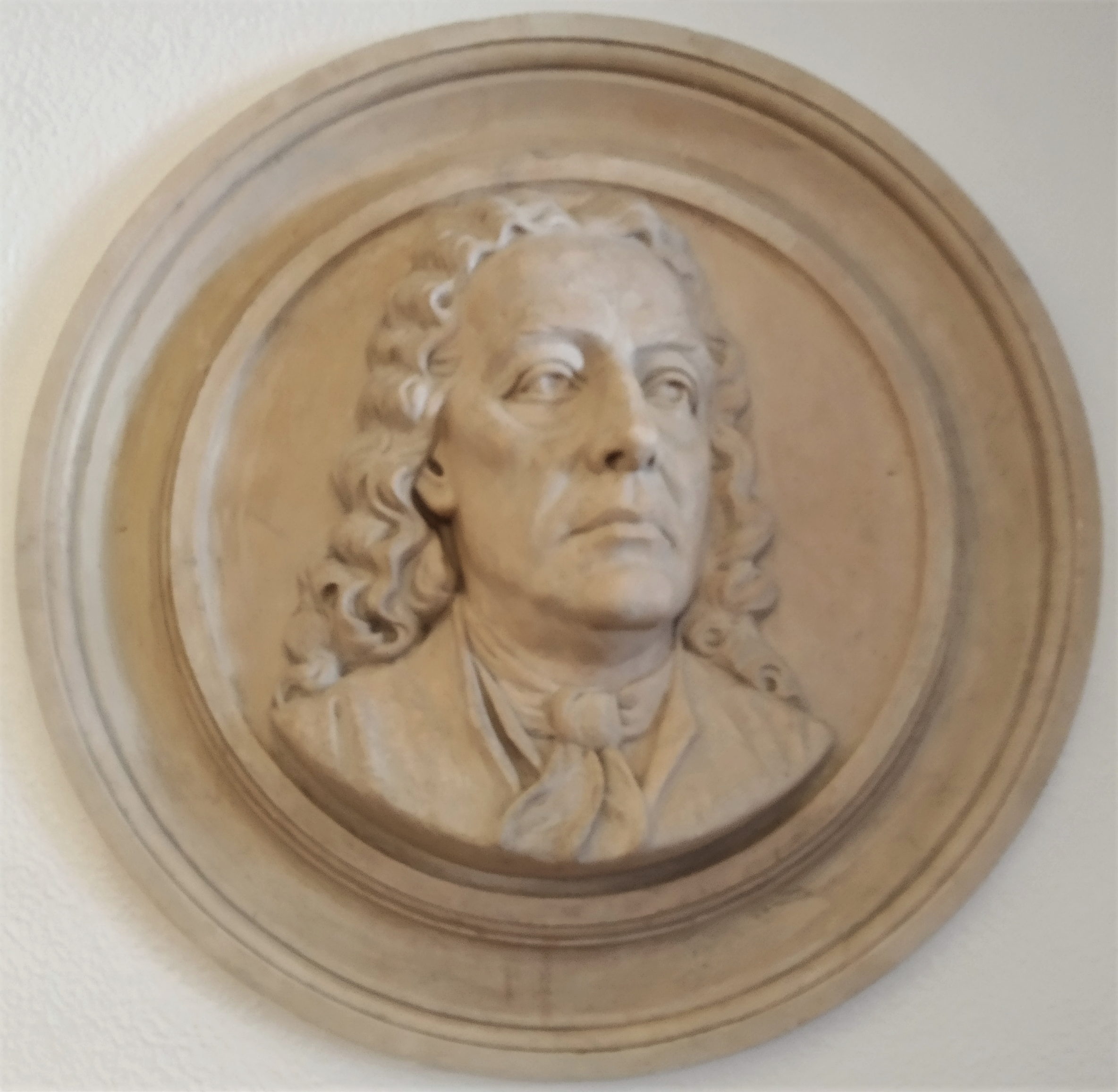
Medalhão de mármore com a efígie de Pedro Dufau (1906), Hospital de Santa Maria.
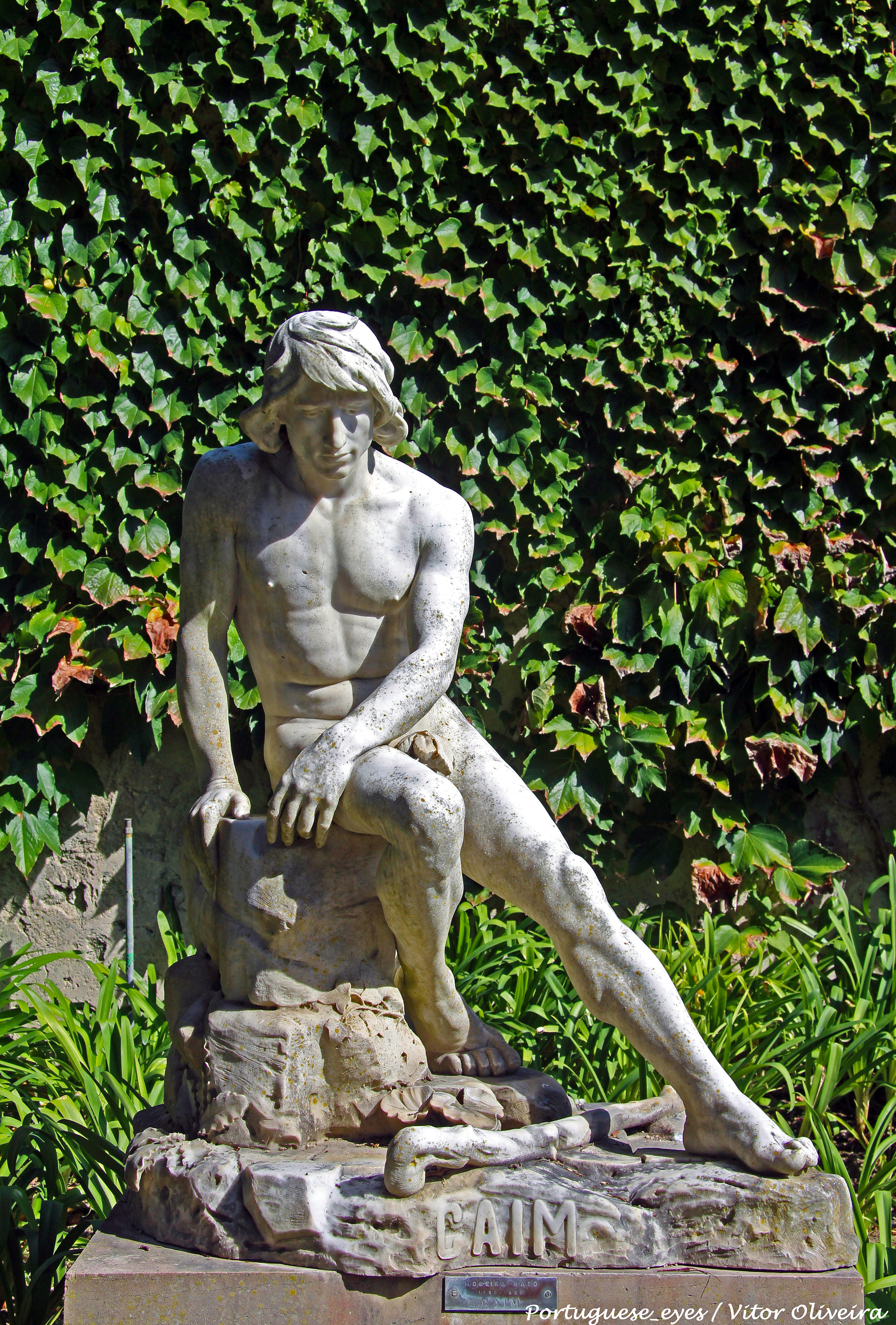
Caim (1890)[4], Parque Botânico do Monteiro-Mor, Lisboa. Escultura semelhante ao Desterrado (1872) de Soares dos Reis.
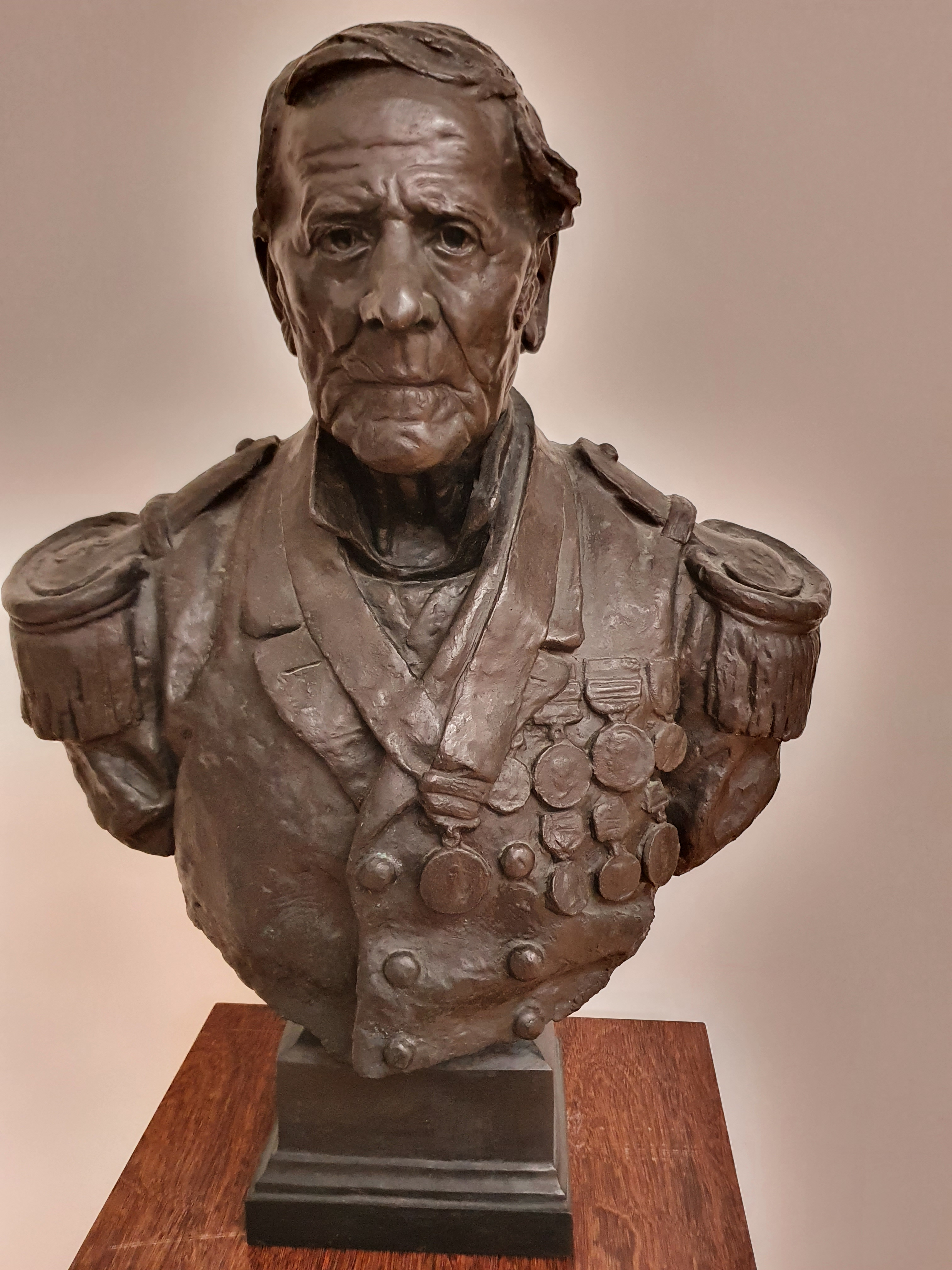
Busto em bronze do patrão Joaquim Lopes (1888), Museu de José Malhoa.